# 2006年德國聯賽盃
2006年德國聯賽盃為第十屆舉行的德國聯賽盃，於2006年7月29日至8月5日進行，賽事由2005至06年德國甲組足球聯賽首五名及德國盃冠軍參加，但由於拜仁慕尼黑上季同時奪得聯賽及德國盃冠軍，因此另一個名額由聯賽第六名補上。

## 參賽球會
- 拜仁慕尼黑（德甲聯賽及德國盃冠軍）
- 雲達不萊梅（德甲聯賽亞軍）
- 漢堡（德甲聯賽季軍）
- 史浩克零四（德甲聯賽殿軍）
- 利華古遜（德甲聯賽第五名）
- 哈化柏林（德甲聯賽第六名）

## 賽事

### 半準決賽
| 7月29日 15:30 | 漢堡 | 1 : 0                |  | 杜塞尔多夫LTU球場 |
| 7月29日 18:15 |      | 1 : 1 (9 : 8) 十二碼 |  | 杜塞尔多夫LTU球場 |

### 準決賽
| 8月1日 20:30 | 雲達不萊梅 | 2 : 1                | 漢堡 | 不萊梅韋沙球場 |
| 8月2日 20:30 | 拜仁慕尼黑 | 0 : 0 (4 : 1) 十二碼 |      | 慕尼黑安聯球場 |

### 決賽
| 8月5日 18:00 | 雲達不萊梅 | 2 : 0 | 拜仁慕尼黑 | 萊比錫中央球場 |

## 外部連結
- （德文） 德國聯賽盃官方網站